# Snakes on a Plane
Snakes on a Plane är en amerikansk actionfilm från 2006 i regi av David R. Ellis. Idén till filmen började med namnet, "Snakes on a Plane", som var ett skämtsamt uttryck i vissa nördkretsar. Via internet har sedan idén blivit sammansatt till en film, som Hollywood nappade på. Filmen klassas som ett internetfenomen.

## Rollista i urval
- Samuel L. Jackson – Neville Flynn
- Julianna Margulies – Claire Miller
- Nathan Phillips – Sean Jones
- Rachel Blanchard – Mercedes
- Flex Alexander – Three G's
- Kenan Thompson – Troy
- Keith Dallas – Big Leroy
- Lin Shaye – Grace
- Bruce James – Ken